# 徐献瑜
徐献瑜（1910年—2010年10月23日），男，浙江湖州人，中国数学家，中国计算数学的主要奠基人之一。

## 生平
1910年7月16日，徐献瑜出生于浙江省吴兴县（今属湖州市）。1928年，徐献瑜保送入读东吴大学，与费孝通（中国著名社会学家）、孙令衔（化学家）、杨季康（即杨绛，著名翻译家、文学家，钱锺书之妻）、沈乃璋（心理学家）、朱雯（翻译家）同校同级。1931年，赴北平（今北京），转学入读燕京大学。1932年，徐献瑜毕业于燕京大学，成绩全优，被推选为Phi Tau Phi荣誉学会会员，并获得“金钥匙”奖。 1934年，徐献瑜获得燕京大学物理学硕士学位。徐献瑜在燕京大学毕业后赴美国留学。
1936年8月，徐献瑜入读美国华盛顿大学（圣路易斯）。1938年，徐献瑜获得华盛顿大学哲学博士学位。博士毕业，曾在华盛顿大学短暂任教。
1939年8月，徐献瑜回国，入燕京大学任教，担任讲师。徐献瑜也曾是辅仁大学数学系的讲师。后成为燕大的数学系主任，也是燕大最后一任数学系主任，因为在1952年全国高等院校院系调整中燕京大学并入并入北京大学。
1952年，徐献瑜加入了中国民主同盟，成为盟员。1952年至1954年，徐献瑜曾担任北京大学校工会的临时主席。 
2010年10月23日，徐献瑜在北京逝世，享寿100岁。

## 学术成就
1955年，徐献瑜领导创建了中华人民共和国第一个计算数学研究机构（时称“计算数学教研室”），并担任主任。1956年齐，参与筹建中国科学院计算所（即今“中国科学院计算技术研究所”）。
1956年，徐献瑜访问苏联，在苏联他编写出了中国人第一个计算机程序。1985年，徐献瑜主持建成了中国第一个计算数学软件库（STYR）项目。
1977年，徐献瑜参与了北京大学和中国科学院关于稀土化学的研究。在北京大学化学系，徐献瑜曾与徐光宪（中国著名稀土化学家，有“中国稀土化学之父”之称）合作研究，研究“串级萃取理论”的精确计算问题和数学建模问题，并成功用用计算机模拟出稀土元素逆流萃取的动态平衡过程。
1990年5月，中国数学软件协会成立于河南省洛阳市，徐献瑜被选举为中国数学软件协会的名誉会长。